# Movelsul Brasil
A Movelsul Brasil é uma feira profissional, voltada para as indústrias construtoras e revendedoras de móveis nacionais e internacionais. Realizada desde 1977, ocorre em anos pares e reuniu, em sua última edição no ano de 2018, mais de 30 mil visitantes, com 246 expositores e mais de R$ 300 milhões fechados em negócios.
Além da feira em si, existe também o "Prêmio Salão Design", o qual premia desde 1988 as inovações de projetos entre estudantes e profissionais da área, já tendo mais de 14 mil projetos inscritos em sua história. Foi reconhecido como a maior premiação do setor na América Latina.